# Patrick Adamson
Patrick Adamson (Perth, 1537 – Saint Andrews, 1592) è stato un arcivescovo e ambasciatore scozzese.

## Biografia
Adamson fu poi istruito presso la St. Andrews, è diventato arcivescovo di St. Andrews dal 1576 poi legato reale di Scozia nel 1583, del re Giacomo VI di Scozia presso la regina Elisabetta d'Inghilterra. È stato anche Lord Alto Commissario al Parlamento della Scozia.
Dopo la pubblicazione di scritti teologici fu eletto rettore de la università gli venne conferito come Divinitatis Doctor (D.D.); tradusse in latino il Libro di Giobbe, il Libro delle Lamentazioni e l'Apocalisse di Giovanni.
Ha combattuto i presbiteriani in difesa scritti latini e prese maggior parte all'organizzazione della chiesa scozzese; ma la sua avversione per il credo presbiteriano ha portato alla sua essere stato condannato in 1585, poi scomunicato in 1588.